# Székelyhidi László (matematikus, 1977)
Ifj. Székelyhidi László (Debrecen, 1977. április 17. –) magyar matematikus, szakterülete a parciális differenciálegyenletek és a variációszámítás.

## Életútja
Matematikus szülők gyermeke, édesapja id. Székelyhidi László professzor,  Gábor öccse (1981),  édesanyja Lénárd Margit,  anyai nagymamája Ziermann Margit szintén matematikusok. Apja Hamburgban volt Humboldt ösztöndíjas, majd szülei a Kuvaiti Egyetemen tanítottak, így  Kuvaitban  járt középiskolába. Érettségi után az Oxfordi Egyetemen tanult matematikát, ahol 2000-ben Gibbs-díjat kapott, majd 2003-ban a lipcsei Max-Planck-Institut für Mathematik in den Naturwissenschaftenben Stefan Müllernél matematikai tudományokból „Elliptikus regularitás versus rank-one konvexitás” témában doktori címet szerzett. Ezt követően posztdoktori ösztöndíjasként dolgozott a Princetoni Egyetemen, a Max-Planckon és az ETH Zürichen. 2005-től 2007-ig az ETH-n óraadó, 2007–2011 között a Bonni Egyetem, 2011 óta pedig a Lipcsei Egyetem tanára.

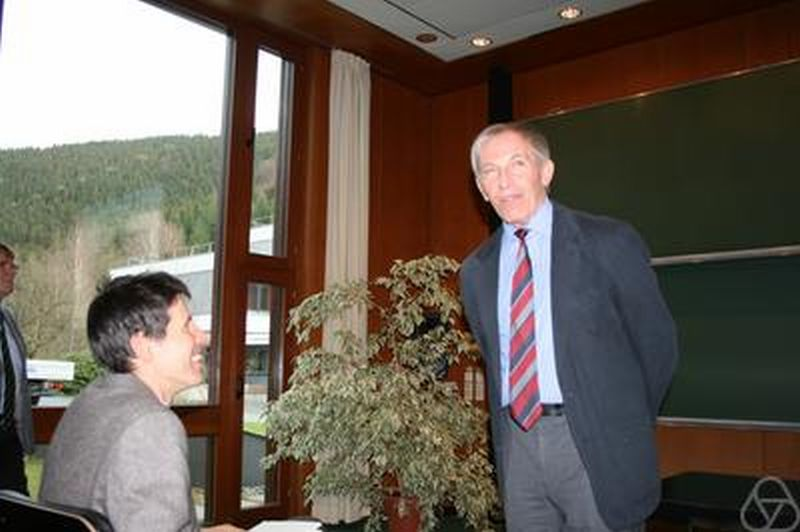
Manfred Feilmeierrel, Oberwolfach, 2011

Camillo De Lellisszel közösen egyszerűsítette az Euler-egyenleteket, bizonyította a Scheffer–Shnirelman-paradoxont (Vladimir Scheffer 1993, Alexander Shnirelman 1997), a kétdimenziós Euler-egyenleteket az összenyomhatatlan ideális folyadékokban (külső erők nélkül). Ez kimondja, hogy vannak olyan matematikai megoldások, amelyek hirtelen külső gerjesztés nélkül nyugodt állapotról viharos állapotba lenghetnek ki, az összes fizikai tapasztalattal szemben (ezzel megszegve az energiatörvényeket). Ehhez a konvex integráció új módszerével gyenge megoldásokat dolgoztak ki az Euler-egyenletek segítségével, John Forbes Nash Jr. és Nicolaas Kuiper 1950-es évek közepén az izometrikus beágyazódásról készített régebbi munkáira alapozva.
2008-2013 között a Berlin-Brandenburgi Tudományos Akadémia és a Leopoldina Német Természettudományos Akadémia közös Ifjúsági Akadémiájának tagja volt. 2019-ben a Leopoldina Német Természettudományos Akadémia tagjává választották. 2022-ben a Magyar Tudományos Akadémia külső tagjává választották.
2011-ben Nicola Giglivel együtt elnyerte az Oberwolfach-díjat. 2014-ben meghívott előadó volt a szöuli ICM-en (The h-principle and turbulence). 2017-ben ERC Consolidator Grantot, 2018-ban Gottfried-Wilhelm-Leibniz-díjat kapott.

## Írásai (válogatás)
- The regularity of critical points of polyconvex functionals. Arch. Ration. Mech. Anal. 172 (2004), no. 1, 133–152.
- De Lellisszel közösen: The Euler equations as a differential inclusion. Ann. of Math. (2) 170 (2009), no. 3, 1417–1436.
- De Lellisszel közösen: Dissipative continuous Euler flows. Invent. Math. 193 (2013), no. 2, 377–407.

## Fordítás
- Ez a szócikk részben vagy egészben  a   László Székelyhidi című német Wikipédia-szócikk ezen változatának fordításán alapul.  Az eredeti cikk szerkesztőit annak laptörténete sorolja fel. Ez a jelzés csupán a megfogalmazás eredetét és a szerzői jogokat jelzi, nem szolgál a cikkben szereplő információk forrásmegjelöléseként.